# Bacillus amyloliquefaciens
Bacillus amyloliquefaciens é uma espécie de bactérias do género Bacillus que é a fonte da enzima de restrição BamH1. Também sintetiza uma proteína antibiótica chamada barnase, uma ribonuclease muito estudada que forma um complexo com o seu inibidor intracelular barstar, e a plantazolicina, que é um antibiótico com actividade selectiva contra Bacillus anthracis.

## Descoberta e nome
B. amyloliquefaciens foi descoberta no solo em 1943 pelo cientista japonês J. Fukumoto, que cunhou o nome à bactéria, que significa que produz a liquefacção do amido (amylo + lique + faciens).

## Usos
A alfa-amilase de B. amyloliquefaciens é muitas vezes usada na hidrólise do amido. É também uma fonte de subtilisina, que catalisa a degradação de proteínas dum modo similar ao da tripsina.

## Status como espécie
Entre as décadas de 1940 e 1980, os bacteriólogos debateram sobre se B. amyloliquefaciens era realmente uma espécie separada ou uma subespécie de Bacillus subtilis. Esta questão ficou resolvida em 1987, quando se estabeleceu que era uma espécie separada.
Na American Type Culture Collection (ATCC), o número do B. amyloliquefaciens é 23350.